# Pristimantis andinognomus
Pristimantis andinognomus é uma espécie de anuro da família Craugastoridae. É encontrada no Equador.
É a menor espécie do seu gênero, com o macho medindo entre 10 e 14 milímetros e a fêmea entre 12 e 17,9.
É encontrada em 2 diferentes locais, a Abra de Zamora e o Podocarpus National Park, situados entre 2400 e 2800 metros de altitude em uma área de 620 km².